# 鲍昱
鲍昱（1世紀—81年8月8日），字文渊，东汉上党郡屯留人。祖父鮑宣，祖母桓少君，父亲鮑永。
鲍昱在东平授徒建武初年，为高都县长，历任沘阳县长，治县仁爱，境内清静。建武中元元年为司隶校尉。刘秀下诏和大臣上书不用称姓，只有鲍昱例外，鲍昱问原因，刘秀说我想让天下知道忠臣（鲍昱的父亲鲍永也当过司隶校尉）的儿子又当司隶校尉了。汉明帝永平五年，因为救火迟疑，被免官。后来担任汝南郡太守。他修缮石渠，使灌溉得时。汝南陂塘不断决坏，于是用石头建造水门，拦水泄水，让陂塘保持充足的水量，便于灌溉农田，使被灌溉的农田增加一倍。
永平十七年（74年）三月为司徒，期間辟用陳寵，建初四年（79年）五月，为太尉，建初六年六月去世，终年七十余岁。